# Церемония MTV Video Music Awards 2018
The 2018 MTV Video Music Awards — 35-я церемония вручения наград, прошедшая 20 августа 2018 года в Радио-сити-мьюзик-холл в Нью-Йорке. Лидером по числу номинаций (12) стала Карди Би. Лидерами по числу наград (3) стали Карди Би и Childish Gambino. Дженнифер Лопес удостоилась специальной премии имени Майкла Джексона «Признание Поколения».

## Выступление

### Пре-шоу[4]
- Баззи — «Mine»
- Bryce Vine — «Drew Barrymore»
- Backstreet Boys — «Don’t Go Breaking My Heart»

### Основное шоу
1. Шон Мендес — «In My Blood»
2. Баззи — «Beautiful»
3. Logic и Райан Теддер — «One Day»
4. Panic! at the Disco — «High Hopes»
5. Джесси Рейес — «Apple Juice»
6. Ники Минаж — «Majesty», «Barbie Dreams», «Ganja Burn», «Fefe»
7. Хейли Кийоко — «Curious»
8. Дженнифер Лопес — смесь нескольких песен
9. Ариана Гранде — «God Is a Woman»
10. PrettyMuch — «Summer on You»
11. Трэвис Скотт и Джеймс Блейк — «Stargazing», «Stop Trying to Be God», «Sicko Mode»
12. Juice Wrld — «Lucid Dreams»
13. Малума — «Felices los 4»
14. Lauv — «I Like Me Better»
15. Post Malone и 21 Savage — «Rockstar»
16. Aerosmith и Post Malone — «Dream On», «Toys in the Attic»

## Победители и номинанты

### Видео года | Video of the Year
Камила Кабельо (при участии Young Thug) — «Havana»
- The Carters — «Apeshit»
- Childish Gambino — «This Is America»
- Дрейк — «God’s Plan»
- Ариана Гранде — «No Tears Left to Cry»
- Бруно Марс (при участии Карди Би) — «Finesse (Remix)»

### Артист года | Artist of the Year
Камила Кабельо
- Карди Би
- Дрейк
- Ариана Гранде
- Post Malone
- Бруно Марс

### Песня года | Song of the Year
Post Malone (при участии 21 Savage) — «Rockstar»
- Камила Кабельо (при участии Young Thug) — «Havana»
- Дрейк — «God’s Plan»
- Дуа Липа — «New Rules»
- Бруно Марс (при участии Карди Би) — «Finesse (Remix)»
- Эд Ширан — «Perfect»

### Лучший новый артист | Best New Artist
Карди Би
- Баззи
- Chloe x Halle
- Хейли Кийоко
- Lil Pump
- Lil Uzi Vert

### Лучшая совместная работа | Best Collaboration
Дженнифер Лопес (при участии DJ Khaled и Карди Би) — «Dinero»
- The Carters — «Apeshit»
- Logic (при участии Алессии Кара и Халида) — «1-800-273-8255»
- Бруно Марс (при участии Карди Би) — «Finesse (Remix)»
- N.E.R.D и Рианна — «Lemon»
- Биби Рекса (при участии Florida Georgia Line) — «Meant to Be»

### Лучший push-артист года | Push Artist of the Year
Хейли Кийоко
- Bishop Briggs
- Chloe x Halle
- Ноа Сайрус
- Tee Grizzley
- Kacy Hill
- Халид
- Kyle
- Lil Xan
- PrettyMuch
- Джесси Рейес
- Сигрид
- SZA
- Грейс Вандервол
- Why Don’t We

### Лучшее поп-видео | Best Pop
Ариана Гранде — «No Tears Left to Cry»
- Камила Кабельо (при участии Young Thug) — «Havana»
- Деми Ловато — «Sorry Not Sorry»
- Шон Мендес — «In My Blood»
- Pink — «What About Us»
- Эд Ширан — «Perfect»

### Лучшее хип-хоп видео | Best Hip Hop
Ники Минаж — «Chun-Li»
- Карди Би (при участии 21 Savage) — «Bartier Cardi»
- The Carters — «Apeshit»
- J. Cole — «ATM»
- Дрейк — «God’s Plan»
- Migos (при участии Дрейка) — «Walk It Talk It»

### Лучшая латинское видео | Best Latin
Джейн Бальвин и Уилли Уильям — «Mi Gente»
- Дэдди Янки — «Dura»
- Луис Фонси и Деми Ловато — «Échame la Culpa»
- Дженнифер Лопес (при участии DJ Khaled и Карди Би) — «Dinero»
- Малума — «Felices los 4»
- Шакира (при участии Малума) — «Chantaje»

### Лучшее танцевальное видео | Best Dance
Avicii (при участии Rita Ora) — «Lonely Together»
- The Chainsmokers — «Everybody Hates Me»
- Дэвид Гетта и Сиа — «Flames»
- Кельвин Харрис и Дуа Липа — «One Kiss»
- Marshmello (при участии Халида) — «Silence»
- Zedd и Лиам Пейн — «Get Low»

### Лучшее рок-видео | Best Rock
Imagine Dragons — «Whatever It Takes»
- Fall Out Boy — «Champion»
- Foo Fighters — «The Sky Is a Neighborhood»
- Linkin Park — «One More Light»
- Panic! at the Disco — «Say Amen (Saturday Night)»
- Thirty Seconds to Mars — «Walk on Water»

### Лучшее видео с социальным сообщением | Video with a Message
Childish Gambino — «This Is America»
- Дрейк — «God’s Plan»
- Dej Loaf и Leon Bridges — «Liberated»
- Logic (при участии Алессии Кара и Халида) — «1-800-273-8255»
- Жанель Монэ (при участии Граймс) — «Pynk»
- Джесси Рейес — «Gatekeeper»

### Лучшая художественная работа | Best Art Direction
The Carters — «Apeshit» (Художник-постановщик: Jan Houllevigue и Лувр)
- Childish Gambino — «This Is America» (Художник-постановщик: Jason Kisvarday)
- J. Cole — «ATM» (Художник-постановщик: Miles Mullin)
- Жанель Монэ — «Make Me Feel» (Художник-постановщик: Pepper Nguyen)
- Тейлор Свифт — «Look What You Made Me Do» (Художник-постановщик: Brett Hess)
- SZA — «The Weekend» (Художник-постановщик: SZA и Solange)

### Лучшая хореография | Best Choreography
Childish Gambino — «This Is America» (Хореограф: Sherrie Silver)
- Камила Кабельо (при участии Young Thug) — «Havana» (Хореограф: Calvit Hodge, Sara Bivens и Galen Hooks)
- The Carters — «Apeshit» (Хореограф: Sidi Larbi Cherkaoui и JaQuel Knight)
- Дуа Липа — «IDGAF» (Хореограф: Marion Motin)
- Бруно Марс (при участии Карди Би) — «Finesse (Remix)» (Хореограф: Phil Tayag и Бруно Марс)
- Джастин Тимберлейк — «Filthy» (Хореограф: Marty Kudelka, AJ Harpold, Tracey Phillips и Ivan Koumaev)

### Лучшая операторская работа | Best Cinematography
The Carters — «Apeshit» (Оператор: Benoît Debie)
- Алессия Кара — «Growing Pains» (Оператор: Pau Castejón)
- Childish Gambino — «This Is America» (Оператор: Larkin Seiple)
- Эминем (при участии Эдом Шираном) — «River» (Оператор: Frank Mobilio и Patrick Meller)
- Ариана Гранде — «No Tears Left to Cry» (Оператор: Scott Cunningham)
- Шон Мендес — «In My Blood» (Оператор: Jonathan Sela)

### Лучшая режиссура | Best Direction
Childish Gambino — «This Is America» (Режиссёр: Hiro Murai)
- The Carters — «Apeshit» (Режиссёр: Ricky Saix)
- Дрейк — «God’s Plan» (Режиссёр: Karena Evans)
- Шон Мендес — «In My Blood» (Режиссёр: Jay Martin)
- Эд Ширан — «Perfect» (Режиссёр: Jason Koenig)
- Джастин Тимберлейк (при участии Крис Стэплтон) — «Say Something» (Режиссёр: Arturo Perez Jr.)

### Лучший монтаж | Best Editing
N.E.R.D и Рианна — «Lemon» (Монтаж: Taylor Ward)
- The Carters — «Apeshit» (Монтаж: Taylor Ward и Sam Ostrove)
- Childish Gambino — «This Is America» (Монтаж: Ernie Gilbert)
- Бруно Марс (при участии Карди Би) — «Finesse (Remix)» (Монтаж: Jacquelyn London)
- Жанель Монэ — «Make Me Feel» (Монтаж: Deji Laray)
- Тейлор Свифт — «Look What You Made Me Do» (Монтаж: Chancler Haynes for Cosmo)

### Лучшие визуальные эффекты | Best Visual Effects
Кендрик Ламар и SZA — «All the Stars» (Эффекты: Loris Paillier at BUF Paris)
- Avicii (при участии Rita Ora) — «Lonely Together» (Эффекты: KPP)
- Эминем (при участии Бейонсе) — «Walk on Water» (Эффекты: Rich Lee for Drive Studios)
- Ариана Гранде — «No Tears Left to Cry» (Эффекты: Vidal and Loris Paillier at BUF Paris)
- Maroon 5 — «Wait» (Эффекты: Timber)
- Тейлор Свифт — «Look What You Made Me Do» (Эффекты: Ingenuity Studios)

### Песня лета | Song of Summer
Карди Би, Bad Bunny и Джей Бальвин — «I Like It»
- DJ Khaled (при участии Джастином Бибером, Chance the Rapper и Quavo) — «No Brainer»
- Дрейк — «In My Feelings»
- Кельвин Харрис and Дуа Липа — «One Kiss»
- Juice Wrld — «Lucid Dreams»
- Элла Май — «Boo'd Up»
- Post Malone — «Better Now»
- Maroon 5 (при участии Карди Би) — «Girls Like You»

### Премия имени Майкла Джексона «Признание Поколения» | Michael Jackson Video Vanguard Award
- Дженнифер Лопес